# Campeonato Europeo de Piragüismo en Maratón de 2024
El XX Campeonato Europeo de Piragüismo en Maratón se celebró en Poznań (Polonia) entre el 25 y el 28 de julio de 2024 bajo la organización de la Asociación Europea de Piragüismo (ECA) y la Federación Polaca de Piragüismo.
Las competiciones se realizaron en el lago Malta, ubicado en el centro de la ciudad polaca.

## Medallistas

### Distancia corta

#### Masculino
| Evento     | Oro                                  | Plata                             | Bronce                             |
| ---------- | ------------------------------------ | --------------------------------- | ---------------------------------- |
| K1 (25.07) | Mads Pedersen Dinamarca 14:30,42     | Jon Vold · Noruega · 14:49,56     | James Russell Reino Unido 14:56,55 |
| C1 (25.07) | Mateusz Borgieł · Polonia · 16:58,31 | Ignacio Calvo · España · 17:23,13 | Rui Lacerda Portugal 17:24,33      |

#### Femenino
| Evento     | Oro                                 | Plata                                 | Bronce                             |
| ---------- | ----------------------------------- | ------------------------------------- | ---------------------------------- |
| K1 (25.07) | Vanda Kiszli · Hungría · 16:39,01   | Kristina Bedeč Serbia 16:58,04        | Susanna Cicali · Italia · 17:14,78 |
| C1 (25.07) | Liudmyla Babak · Ucrania · 19:32,96 | Olena Tsyhankova · Ucrania · 19:51,69 | Yseline Huet Francia 20:01,75      |

### Maratón clásico

#### Masculino
| Evento     | Oro                                                      | Plata                                          | Bronce                                                             |
| ---------- | -------------------------------------------------------- | ---------------------------------------------- | ------------------------------------------------------------------ |
| K1 (27.07) | Mads Pedersen Dinamarca 2:07:42,29                       | Jérémy Candy Francia 2:08:20,05                | James Russell Reino Unido 2:12:39,0                                |
| K2 (28.07) | Søren Maretti Philip Knudsen Dinamarca 2:06:25,04        | Quentin Urban Jérémy Candy Francia 2:06:25,70  | Miguel Llorens López · Alberto Plaza Sagredo · España · 2:06:26,25 |
| C1 (27.07) | Manuel Antonio Campos · España · 1:52:34,02              | Rui Lacerda Portugal 1:52:43,87                | Diego Romero Fraga · España · 1:53:04,78                           |
| C2 (28.07) | Mateusz Borgieł · Mateusz Zuchora · Polonia · 1:48:30,44 | Rui Lacerda Ricardo Coelho Portugal 1:50:30,29 | Manuel Antonio Campos · Diego Romero Fraga · España · 1:51:05,15   |

#### Femenino
| Evento     | Oro                                              | Plata                                              | Bronce                                           |
| ---------- | ------------------------------------------------ | -------------------------------------------------- | ------------------------------------------------ |
| K1 (27.07) | Vanda Kiszli · Hungría · 2:06:10,32              | Tania Álvarez Yates · España · 2:08:47,99          | Zsófia Vörös · Hungría · 2:08:48,97              |
| K2 (28.07) | Irati Osa · Arantza Toledo · España · 2:02:33,26 | Vanda Kiszli · Zsófia Vörös · Hungría · 2:03:56,98 | Panna Csépe · Panna Sinkó · Hungría · 2:04:03,88 |
| C1 (27.07) | Liudmyla Babak · Ucrania · 1:25:30,58            | Paulina Grzelkiewicz · Polonia · 1:26:37.79        | Yseline Huet Francia 1:27:20,98                  |

## Medallero
| Núm. | País        | Oro | Plata | Bronce | Total |
| ---- | ----------- | --- | ----- | ------ | ----- |
| 1    | Dinamarca   | 3   | 0     | 0      | 3     |
| 2    | España      | 2   | 2     | 3      | 7     |
| 3    | Hungría     | 2   | 1     | 2      | 5     |
| 4    | Polonia     | 2   | 1     | 0      | 3     |
| 4    | Ucrania     | 2   | 1     | 0      | 3     |
| 6    | Francia     | 0   | 2     | 2      | 4     |
| 7    | Portugal    | 0   | 2     | 1      | 3     |
| 8    | Noruega     | 0   | 1     | 0      | 1     |
| 8    | Serbia      | 0   | 1     | 0      | 1     |
| 10   | Reino Unido | 0   | 0     | 2      | 2     |
| 11   | Italia      | 0   | 0     | 1      | 1     |
|      | TOTAL       | 11  | 11    | 11     | 33    |